# Sh2-114
Sh2-114 è una debole nebulosa a emissione visibile nella costellazione del Cigno.
Si individua nella parte nordorientale della costellazione a circa 2° in direzione nordovest rispetto alla stella τ Cygni; il periodo più indicato per la sua osservazione nel cielo serale ricade fra i mesi di luglio e dicembre ed è notevolmente facilitata per gli osservatori posti nelle regioni dell'emisfero boreale terrestre.
Sh2-114 è una nube ben poco studiata al di là della sua mera catalogazione, dall'aspetto filamentoso e costituita apparentemente da più filamenti arcuati sovrapposti; possiede una forma a semicerchio con la concavità orientata verso sud e pare costituire, assieme alla vicina nube Sh2-113, una struttura a bolla simile a un resto di supernova. Tuttavia, nessun resto di supernova è mai stato descritto in questa regione.